# Любви ради
«Любви ради» (англ. What I Did for Love) — фильм режиссёра Марка Гриффитса. Не рекомендуется детям до 16 лет. В России был показан на русской версии телеканала «Hallmark».

## Сюжет
Успешный лос-анджелесский адвокат Джеймс Уайт отправляется на Рождество со своей невестой Сэйди в её родной небольшой городок Пайн Гэп, чтобы познакомиться с семьёй Сэйди. Поначалу он производит на семью плохое впечатление. И он после прикладывает массу усилий, чтобы исправить ситуацию…

## В ролях
| Актёр          | Роль         |
| -------------- | ------------ |
| Джереми Лондон | Джеймс       |
| Дорри Бартон   | Сэйди Райдер |
| Джеймс Гэммон  | Карл Райдер  |
| Стив Монро     | Джейк Райдер |